# فرانتس پففر فون سالومون
فرانتس پففر فون سالومون (به آلمانی: Franz Pfeffer von Salomon) (زاده ۱۹ فوریه ۱۸۸۸ ، مرگ ۱۲ آوریل ۱۹۶۸) یک نظامی آلمانی در دوره رایش سوم از سال ۱۹۲۶ تا سال ۱۹۳۰ رهبر کل اس آ بود.